# Nuestra Señora de Abona
Nuestra Señora de Abona o Virgen de Abona es una advocación mariana de la Iglesia católica que se venera en la Parroquia de San Juan Bautista de la Villa de Arico en el sureste de la isla de Tenerife (Islas Canarias, España). La Virgen de Abona es la patrona del sur de Tenerife y del municipio de Arico. Además es la alcaldesa perpetua de este municipio.

## Historia
Según las crónicas y la tradición, la imagen de la Virgen apareció en Playa Grande en el pueblo de Punta de Abona, zona de El Porís, en septiembre de 1722. Se trata de una bella talla gótica policromada de 40 cm de la Virgen María con el Niño Jesús en el brazo izquierdo y un ramo de azucenas en el derecho. La talla recibió originalmente la advocación de Nuestra Señora del Mar, en honor al haber sido hallada a la vera del océano Atlántico.
La imagen apareció en un momento de trascendental importancia para los vecinos del lugar, pues el año anterior había acontecido el saqueo de la Ermita de Nuestra Señora de las Mercedes a manos de piratas argelinos. Se trata de uno de los templos más antiguos de Tenerife datado en 1520.
Más tarde, en el año 1761 se decide trasladar la Virgen a la Parroquia de San Juan Bautista en la Villa de Arico, para su mejor custodia y veneración. A partir de entonces se la invoca como Nuestra Señora de Abona, en honor a la comarca en donde apareció y se venera, la Comarca de Abona.
La devoción a la Virgen de Abona creció en toda la comarca y en general, en todo el sur de la isla de Tenerife, hecho que derivó en la declaración de la Virgen como patrona del sur de Tenerife, del municipio de la Villa de Arico y posteriormente, el 20 de abril de 1961 se le otorgó también el título de Alcaldesa Perpetua de este municipio sureño.

## Fiestas
Su festividad se celebra cada 8 de septiembre, día en que la Iglesia católica celebra la Natividad de la Virgen María. Sus fiestas siempre fueron muy concurridas por gentes del sur de la isla, hasta el punto que llegó a ser durante un tiempo, la peregrinación y romería más importante del sur de Tenerife, tras las de la Virgen de Candelaria (patrona de Canarias).
En la actualidad, cada cinco años en el mes de septiembre se celebran las Fiestas de la Bajada de la Virgen de Abona. Esta fiesta consiste en el traslado en multitudinaria romería de la pequeña imagen desde la Parroquia de San Juan Bautista hasta la Ermita de Nuestra Señora de las Mercedes en La Punta de Abona, lugar en donde la Virgen pasa la noche. Al día siguiente, la venerada escultura mariana regresa de nuevo a su templo de San Juan Bautista.